# Carol de Calabria
Carol de Calabria (n. 1298, Neapole – d. 9 noiembrie 1328, Neapole) a aparținut Casei de Anjou și a fost duce de Calabria din 1309 până în 1328. Carol a fost fiul lui Robert de Anjou, rege al Neapolelui și al soției sale, Iolanda de Aragon, fiica lui Petru al III-lea al Aragonului.

## Biografia
În 1309 când tatăl său, Robert cel Înțelept, a urcat pe tronul Neapolelui, Carol a fost numit duce de Calabria și vicar general al Regatului Siciliei.
Pentru a facilita reconcilierea dintre guelfi și ghibelini, papa Clement al V-lea a sprijinit vechiul plan de reconstituire a Regatului de Arles, punând în contact pe Robert cel Înțelept cu noul împărat, Henric al VII-lea. Planul prevedea ca împăratul să cedeze Regatul de Arles lui Carol de Calabria, care urma să se căsătorească cu una dintre cele două fiicele lui Henric. Cu toate acestea, planul a eșuat nu numai datorită împotrivirii stăpânilor din Provence și Burgundia, ci și datorită opoziției acerbe a regelui Franței, Filip cel Frumos, care nu tolera înființarea unui regat sub stăpânirea Casei de Anjou în sud-estul Franței. El a exercitat presiune asupra curții papale de la Avignon până când Clement al V-lea a retras sprijinul pentru acest plan la care în lipsa aprobării papei s-a renunțat tacit.
În 1315 Carol urma să conducă o expediție militară ce trebuia să ofere ajutorul cerut de Florența tatălui său. Robert de Anjou. Acesta și-a schimbat însă decizia și sarcina a revenit fratelui său mai tânăr, Filip I de Anjou, principe de Taranto. Coaliția Neapole-Florența a fost învinsă în Bătălia de la Montecatini pe 29 august 1315.
Victoria condotierului Castruccio Castracani la Altopascio împotriva florentinilor în 1325 a avut ca urmare alegerea lui Carol ca stăpân (signore) al Florenței pentru următorii 10 ani însă a rămas acolo doar douăsprezece luni. În acea perioadă el a încercat fără succes să smulgă Sicilia din mâinile vărului său Frederic al III-lea și de aceea l-a numit pe Walter al VI-lea de Brienne pentru câteva luni reprezentantul său în oraș. Carol însuși a devenit repede nepopular în Florența datorită măsurilor pe care le-a luat. În decembrie 1327 a fost rechemat la Neapole deoarece împăratul Ludovic al IV-lea înainta în Italia și se apropia de Florența. Carol a murit la Neapole în 1328.

Stema Ducelui Carol de Calabria

## Căsătoriile și descendenții
În 1316 Carol s-a căsătorit cu Caterina de Habsburg (1295–1323), fiica regelui romano-german Albert I. După moartea ei pe 11 ianuarie 1324 Carol s-a căsătorit cu Maria de Valois (1309–1328), fiica lui Carol de Valois și sora lui Filip de Valois, viitorul rege al Franței. Din această căsătorie au rezultat cinci copii:
- Eloisa (d. decembrie 1325);
- Maria (1326–1328);
- Carol Martel (n. 13 aprilie 1327 – d. 21 aprilie 1327);
- Ioana I (1328–1382), regină a Neapolelui;
- Maria (1329–1366), contesă de Alba căsătorită cu Carol, duce de Durazzo.